# Bourke
Bourke – miasto w Australii, w stanie Nowa Południowa Walia, port nad rzeką Darling.
Około 2 tys. mieszkańców.